# Lijst van nummer 1-hits in Italië in 2015
Deze hits stonden in 2015 op nummer 1 in de FIMI Single Top 10, de bekendste hitlijst in Italië.
| Datum        | Artiest                      | Titel                       |
| ------------ | ---------------------------- | --------------------------- |
| 1 januari    | Hozier                       | Take me to church           |
| 8 januari    | Hozier                       | Take me to church           |
| 15 januari   | Hozier                       | Take me to church           |
| 22 januari   | Hozier                       | Take me to church           |
| 29 januari   | Hozier                       | Take me to church           |
| 5 februari   | Hozier                       | Take me to church           |
| 12 februari  | Hozier                       | Take me to church           |
| 19 februari  | Il Volo                      | Grande amore                |
| 26 februari  | Il Volo                      | Grande amore                |
| 5 maart      | Ellie Goulding               | Love me like you do         |
| 12 maart     | Ellie Goulding               | Love me like you do         |
| 19 maart     | Ellie Goulding               | Love me like you do         |
| 26 maart     | Ellie Goulding               | Love me like you do         |
| 2 april      | Ellie Goulding               | Love me like you do         |
| 9 april      | Ellie Goulding               | Love me like you do         |
| 16 april     | Wiz Khalifa & Charlie Puth   | See you again               |
| 23 april     | Wiz Khalifa & Charlie Puth   | See you again               |
| 30 april     | Wiz Khalifa & Charlie Puth   | See you again               |
| 7 mei        | Wiz Khalifa & Charlie Puth   | See you again               |
| 14 mei       | Wiz Khalifa & Charlie Puth   | See you again               |
| 21 mei       | Wiz Khalifa & Charlie Puth   | See you again               |
| 28 mei       | Álvaro Soler                 | El mismo sol                |
| 4 juni       | Álvaro Soler                 | El mismo sol                |
| 11 juni      | Álvaro Soler                 | El mismo sol                |
| 18 juni      | Álvaro Soler                 | El mismo sol                |
| 25 juni      | Nicky Jam & Enrique Iglesias | El perdón                   |
| 2 juli       | Nicky Jam & Enrique Iglesias | El perdón                   |
| 9 juli       | Nicky Jam & Enrique Iglesias | El perdón                   |
| 16 juli      | Nicky Jam & Enrique Iglesias | El perdón                   |
| 23 juli      | Nicky Jam & Enrique Iglesias | El perdón                   |
| 30 juli      | Nicky Jam & Enrique Iglesias | El perdón                   |
| 6 augustus   | Baby K & Giusy Ferreri       | Roma - Bangkok              |
| 13 augustus  | Baby K & Giusy Ferreri       | Roma - Bangkok              |
| 20 augustus  | Baby K & Giusy Ferreri       | Roma - Bangkok              |
| 27 augustus  | Baby K & Giusy Ferreri       | Roma - Bangkok              |
| 3 september  | Baby K & Giusy Ferreri       | Roma - Bangkok              |
| 10 september | Baby K & Giusy Ferreri       | Roma - Bangkok              |
| 17 september | Baby K & Giusy Ferreri       | Roma - Bangkok              |
| 24 september | Baby K & Giusy Ferreri       | Roma - Bangkok              |
| 1 oktober    | Baby K & Giusy Ferreri       | Roma - Bangkok              |
| 8 oktober    | Baby K & Giusy Ferreri       | Roma - Bangkok              |
| 15 oktober   | Baby K & Giusy Ferreri       | Roma - Bangkok              |
| 22 oktober   | Marco Mengoni                | Ti ho voluto bene veramente |
| 29 oktober   | Adele                        | Hello                       |
| 5 november   | Adele                        | Hello                       |
| 12 november  | Adele                        | Hello                       |
| 19 november  | Adele                        | Hello                       |
| 26 november  | Adele                        | Hello                       |
| 3 december   | Adele                        | Hello                       |
| 10 december  | Urban Strangers              | Runaway                     |
| 17 december  | Adele                        | Hello                       |
| 24 december  | Adele                        | Hello                       |
| 31 december  | Maître Gims                  | Est-ce que tu m'aimes?      |